# Pseudocheilinus citrinus
Pseudocheilinus citrinus är en fiskart som beskrevs av John Ernest Randall, 1999. Pseudocheilinus citrinus ingår i släktet Pseudocheilinus och familjen läppfiskar. IUCN kategoriserar arten globalt som livskraftig. Inga underarter finns listade i Catalogue of Life.